# 普列戈-德科尔多瓦
科尔多瓦省普列戈市，是西班牙安达卢西亚自治区科尔多瓦省的一个市镇。总面积288平方公里，总人口22378人（2001年），人口密度78人/平方公里。